# Physcomitrium immersum
Physcomitrium immersum är en bladmossart som beskrevs av Sullivant in A. Gray 1848. Physcomitrium immersum ingår i släktet huvmossor, och familjen Funariaceae. Inga underarter finns listade i Catalogue of Life.